# Шатрово (Великоустюзький район)
Ша́трово (рос. Шатрово) — присілок у складі Великоустюзького району Вологодської області, Росія. Входить до складу Юдинського сільського поселення.

## Населення
Населення — 10 осіб (2010; 16 у 2002).
Національний склад (станом на 2002 рік):
- росіяни — 94 %